# 簡·勒澤爾
簡·勒澤爾（捷克語：Jan Letzel，1880年4月9日—1925年12月26日）是捷克斯洛伐克的男性建築師，他曾前往日本居留數年並在當地經手數棟建物的設計，其中他所設計的廣島縣產業獎勵館在第二次世界大战遭受原子彈襲擊後殘留原爆圆顶馆，該館成為後世紀念該起事件的象徵，聯合國教科文組織1996年將其列為世界文化遺產。

## 生平

### 就學
個人出生於奧匈帝國時期的波西米亞納霍德一帶；經營旅店的家庭。在高級職業學校期間勒澤爾主攻建築方面的學術，之後在1899年於帕爾杜比采的一間學校擔任土木科系課程裡的助手。1901年勒澤爾以能補助獎學金的資格；在布拉格美術建築暨設計學院（Vysoká škola uměleckoprůmyslová v Praze）就讀，當時指導他的教授為影響捷克現代建築理論主要人士之一的簡·科舍拉（Jan Kotěra）。
在1902至1903年期間勒澤爾有前往達爾馬提亞、蒙特内哥羅、赫塞哥維納等地旅行，參考當地建築風格及手法。

### 活動
1904年完成學業後，勒澤爾在名為「Quido Belsky」的設計工作室就職；此期間勒澤爾有替位於瓦茨拉夫廣場附近的旅館歐洲大飯店（Grand Hotel Evropa）、或是布拉格西北一帶的溫泉觀光地名為「Hall of Msene Springs」的房館外觀設計。
勒澤爾在1905年則有前往埃及的開羅一帶的事務所工作。於1907年返回布拉格後，勒澤爾前往了羅馬、米蘭、威尼斯等義大利城市。

### 在日
結束義大利一帶的旅行後，1907年6月間勒澤爾來到了日本的橫濱；在由德國設計師蓋歐爾格·戴·拉朗德（Georg de Lalande）於當地成立的設計事務所「
法國建築事務所」（French Architectural Firm）裡工作，當時勒澤爾有參與位於神戶的西式旅店「東方大酒店」的設計。1909至1910年期間勒澤爾與同胞友人卡爾·霍拉（Karl Hora）在東京與橫濱開設名為「勒澤爾與霍拉」（Letzel & Hora）的建築工程事務所；該公司曾接手十來件以上的設計案件。
之後1913年卡爾·霍拉離日回國，事務所便交由勒澤爾獨自經營。第一次世界大戰爆發後因面臨不景氣情況，勒澤爾便停止營運事務所返國，在結束前期間勒澤爾曾設計位在東京的聖心女子大學校舍、廣島縣產業獎勵館、大日本私立衛生會會館等建物。
一次大戰結束後捷克斯洛伐克自奧匈帝國獨立，勒澤爾因受命擔任捷克斯洛伐克對日領事館下的商務事項；而數次來往捷克斯洛伐克與日本兩地，他也曾於此期間領養一名5歲的日本女孩為養女。

### 離世
1923年9月1日發生關東大地震後，勒澤爾除了損失置於日本的財產外；他在關東一帶設計的建物作品也多數遭受毀壞，身心受到打擊的勒澤爾便在當年11月返回捷克斯洛伐克，不久之後在1925年12月26日當天於布拉格病死。

## 圖集
- 歐洲大飯店（Grand Hotel Evropa）的外觀
- 聖心女子大學校舍正門
- 廣島縣產業獎勵館遭原子彈轟炸後殘留下來的原爆圆顶馆
- 工作室「勒澤爾與霍拉」（Letzel & Hora）的廣告